# Seznam českých malířů
Seznam českých malířů uvádí významnější české malíře. Kritériem pro uvedení malíře v seznamu je jeho významnost podle hledisek Wikipedie.

## A
- Joseph Anton Adolph (1729–1762)
- Joseph Franz Adolph (1761–1749)
- Mikoláš Aleš (1852–1913)
- Ferdinand Adámek[1][2][3]
- Miroslav Adámek (1957–2002)
- Rudolf Adámek[4][5][6]

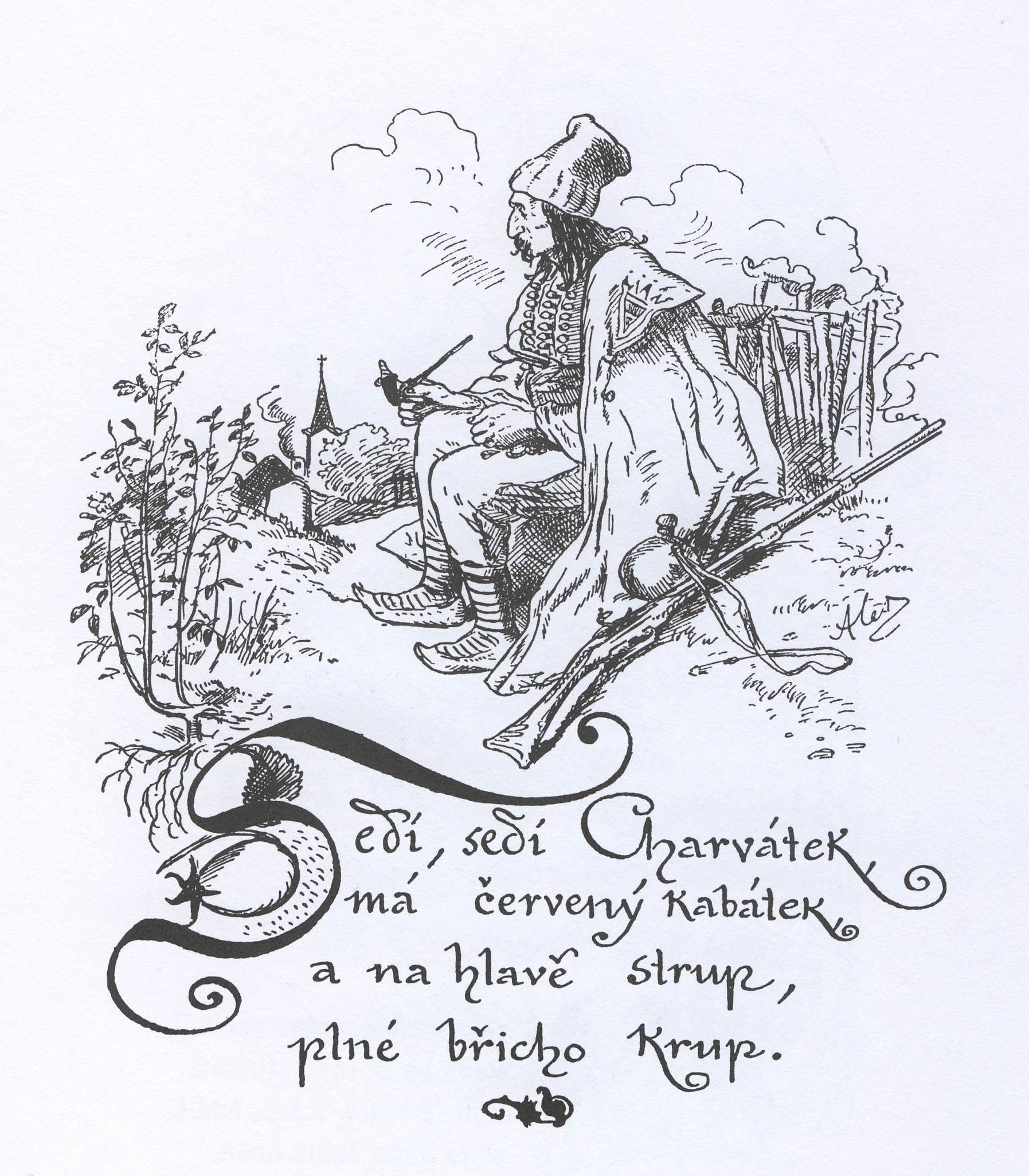
Mikoláš Aleš, ilustrace ke Špalíčku národních písní a říkadel

- Alex Adolf Jelínek (rovněž Alex Jelínek Adolf nebo Adolf Jelínek Alex)[7][8]
- Jaroslav Alt, st.[9][10]
- Jiří Anderle
- Jitka Anlaufová
- Jaroslav Augusta (1878–1970)
- Richard Augustin[11][12]
- Jan Autengruber

## B

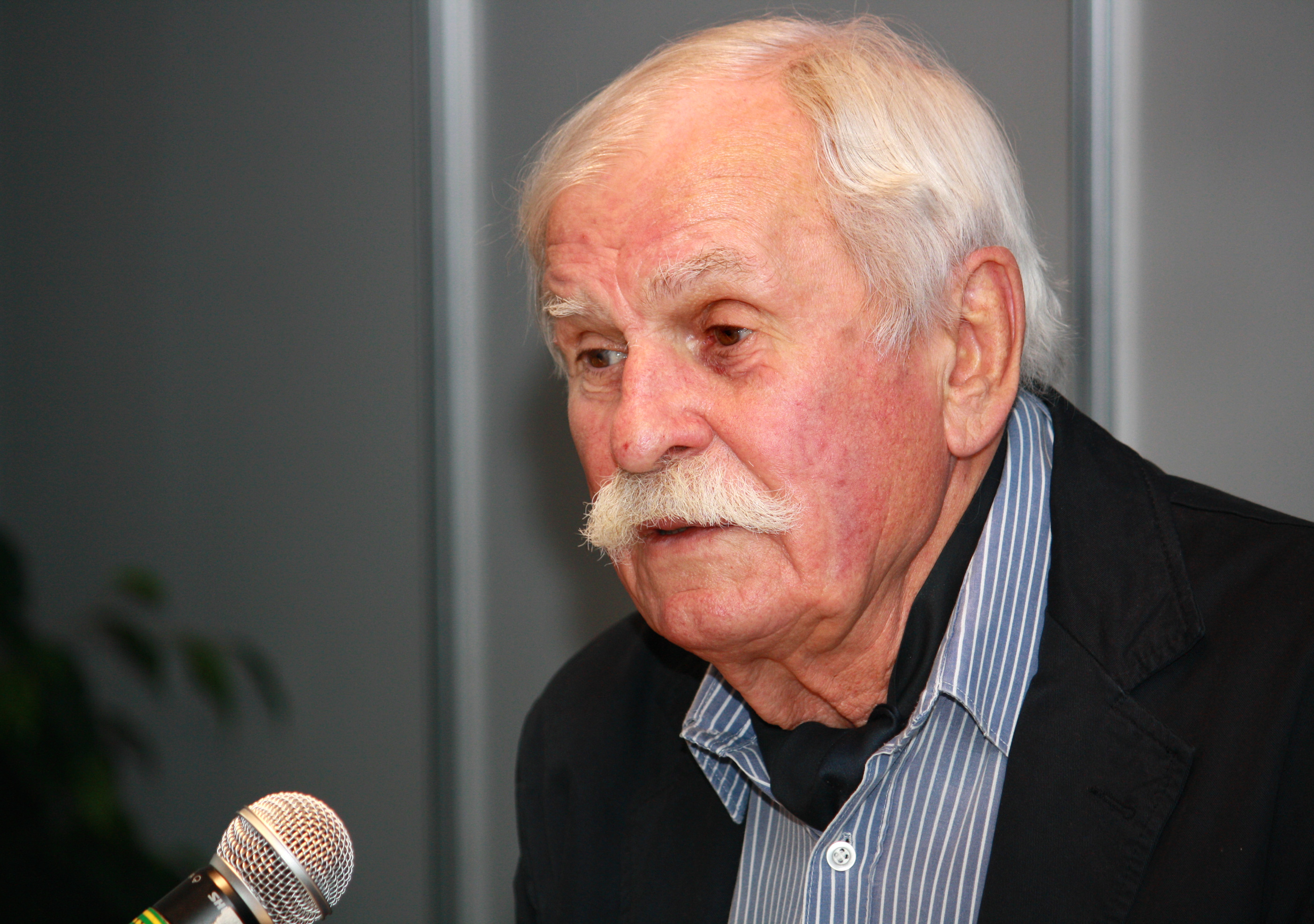
Adolf Born

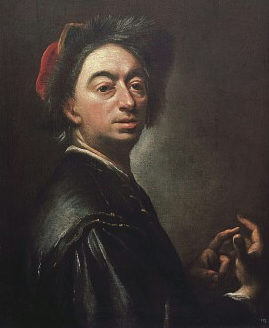
Petr Brandl, Autoportrét

- Ladislav Babůrek
- Josef Bárta
- Břetislav Bartoš
- Jan Bauch
- Karel Beneš
- Vincenc Beneš
- Zdeněk Beran
- Bohumil Berghauer[13][14]
- František Bílek
- František Bílkovský
- Oldřich Blažíček
- Hugo Boettinger[15][16]
- Josef Bolf
- Adolf Born
- Václav Boštík
- Cyril Bouda
- Jiří Bouda
- Vladimír Boudník
- Petr Brandl
- Zdenka Braunerová
- Zdeněk Brdlík
- Vladimír Brehovszký
- Josef Brož
- Václav Brožík
- Václav Březina
- Ota Bubeníček
- Alois Budík[17][18]
- Zdeňka Burgetová[19][20]
- Zdeněk Burian

## C
- Jan Cihla[21][22]
- Emil Cimbura
- Tomáš Císařovský

## Č

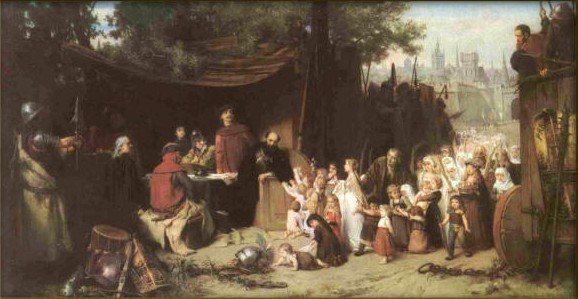
Jaroslav Čermák, Prokop Veliký před Naumburkem.

- Josef Čapek
- Jaroslav Černý
- Miroslav J. Černý
- Václav Černý
- František Čermák
- Jaroslav Čermák
- Otakar Číla[23][24]
- Jan Čumpelík

## D
- Petr Dillinger[25][26]
- Alén Diviš
- Čeněk Dobiáš
- Jan Dočekal
- Jan Dostál
- Josef Duchoň
- Ferdiš Duša
- Bohumír Dvorský
- Zdeněk Dvořáček
- Jaroslav Dvořáček[27][28]
- Jaroslav Eduard Dvořák

## E

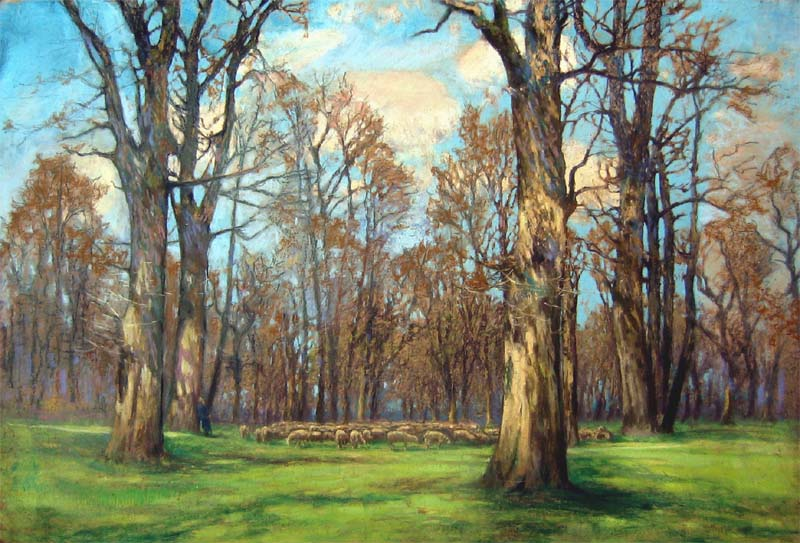
Ferdinand Engelmüller, Dubový háj

- Zvonimír Eichler
- František Emler[29][30][31][32]
- Ferdinand Engelmüller[33][34][35]

## F

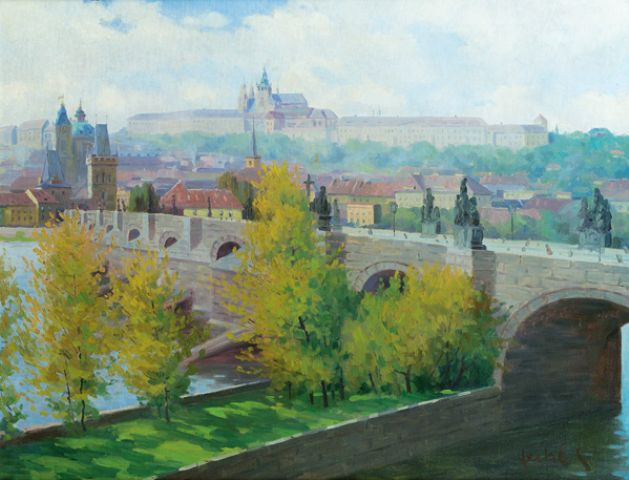
Stanislav Feikl, Pohled na Hradčany přes Karlův most z roku 1925

- Emanuel Famíra
- Stanislav Feikl
- Josef Fiala
- Václav Fiala (1896–1980)
- Milan Fibiger
- Zdeněk Filip
- Emil Filla
- Jaroslav Fišer
- Marie Fischerová-Kvěchová[36][37]
- Zbyněk Flachs[38][39]
- František Foltýn (1891–1976)
- Čeněk Fousek (1894–1983)
- Antoš Frolka[40][41][42]
- František Fišer (1989–1957)
- Alfréd Fuchs[43][44]

## G
- František Gellner
- František Gross[45][46][47]
- Jaroslav Grus

## H

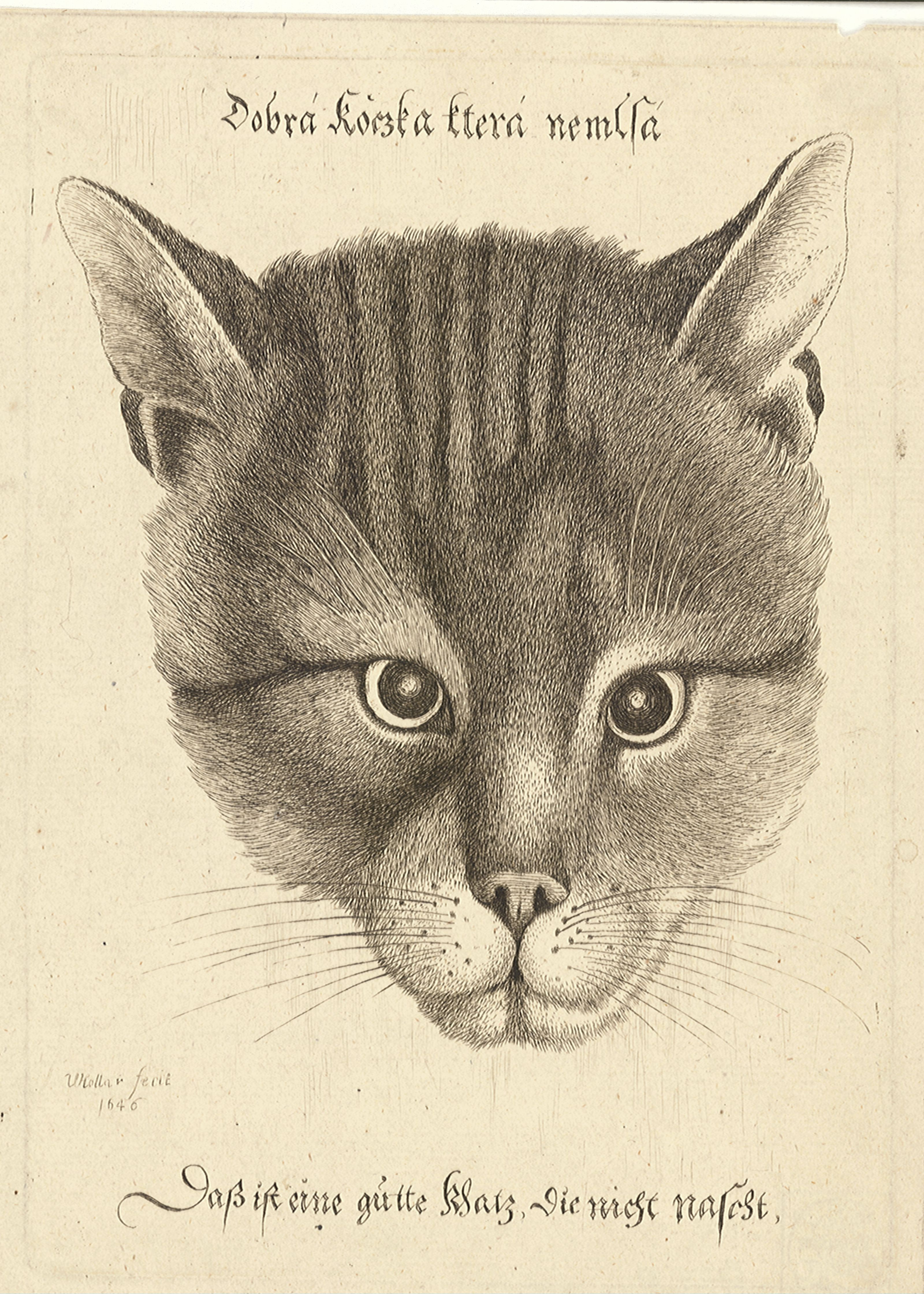
Václav Hollar, Dobrá kočka, která nemlsá z roku 1646

- Zdeněk Hajný
- Mirko Hanák
- Roman Havelka
- Bedřich Havránek
- Jiří Hejna
- Ferdinand Hanuš Herink[48][49]
- Jan Herink
- František Hlavica
- Oldřich Hlavsa
- Václav Hlavsa[50][51]
- Robert Hliněnský
- Josef Hlinomaz
- Vladimír Hlubuček[52][53]
- Karel Hofman
- Vlastimil Hofman
- Vlastislav Hofman
- Pavel Holas
- Václav Hollar
- Stanislav Holý
- Ladislav Hojný
- Jaroslav Hořánek
- Antonín Hudeček
- František Hudeček
- Otakar Hůrka
- Jakub Husník
- Vojtěch Hynais

## Ch

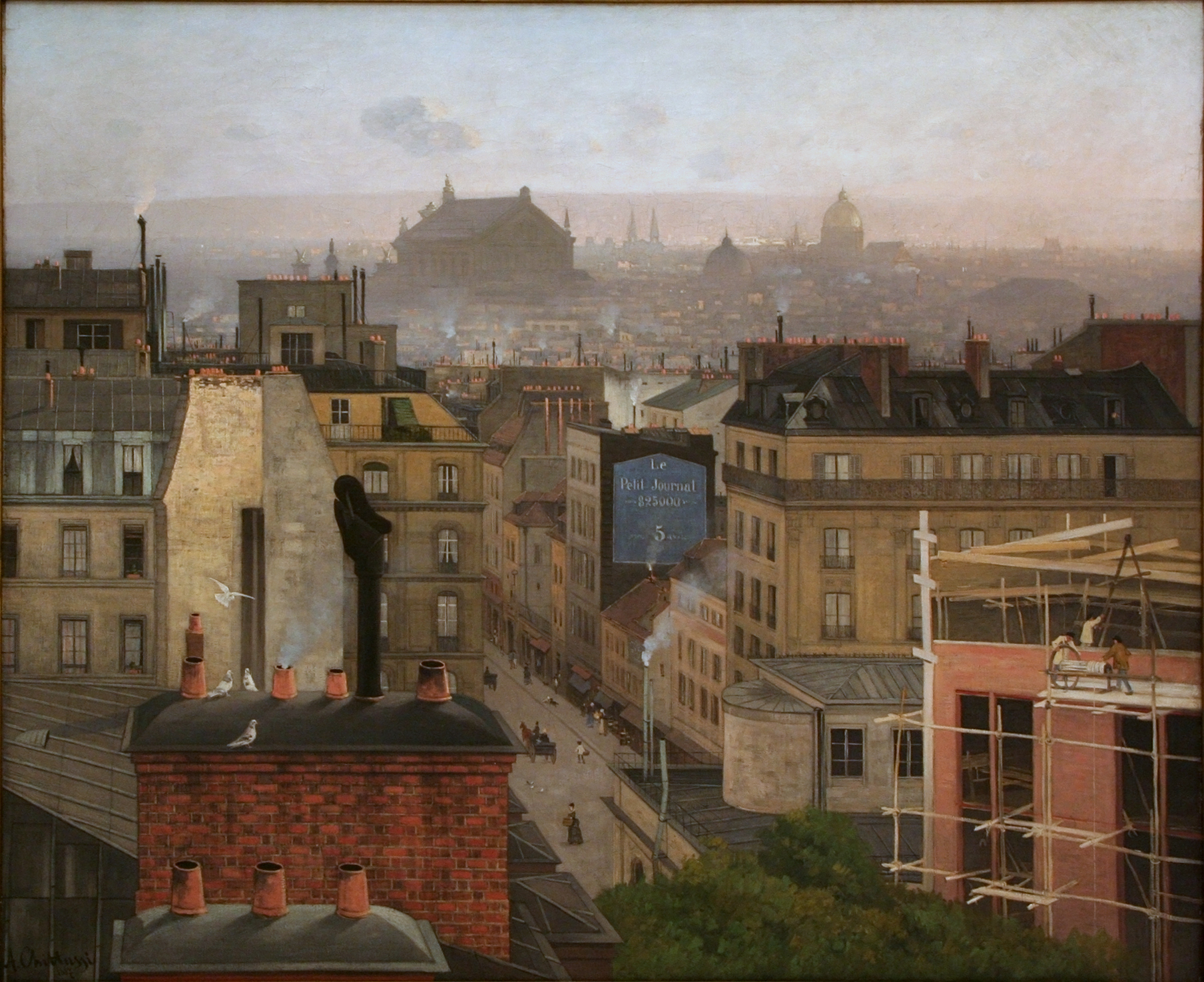
Antonín Chittussi, Pohled na Paříž z Montmartru z roku 1887

- Dalibor Chatrný
- Antonín Chittussi
- Zdeněk Chotěnovský
- Cyril Chramosta

## I
- Josef Istler[54]

## J
- Josef Jambor
- Ota Janeček
- James Janíček
- Bohumír Jaroněk
- Jan Javorský
- František Antonín Jelínek
- Antonín Jemelka
- Felix Jenewein
- Miloš Jiránek
- František Jiroudek
- Jiří John

## K

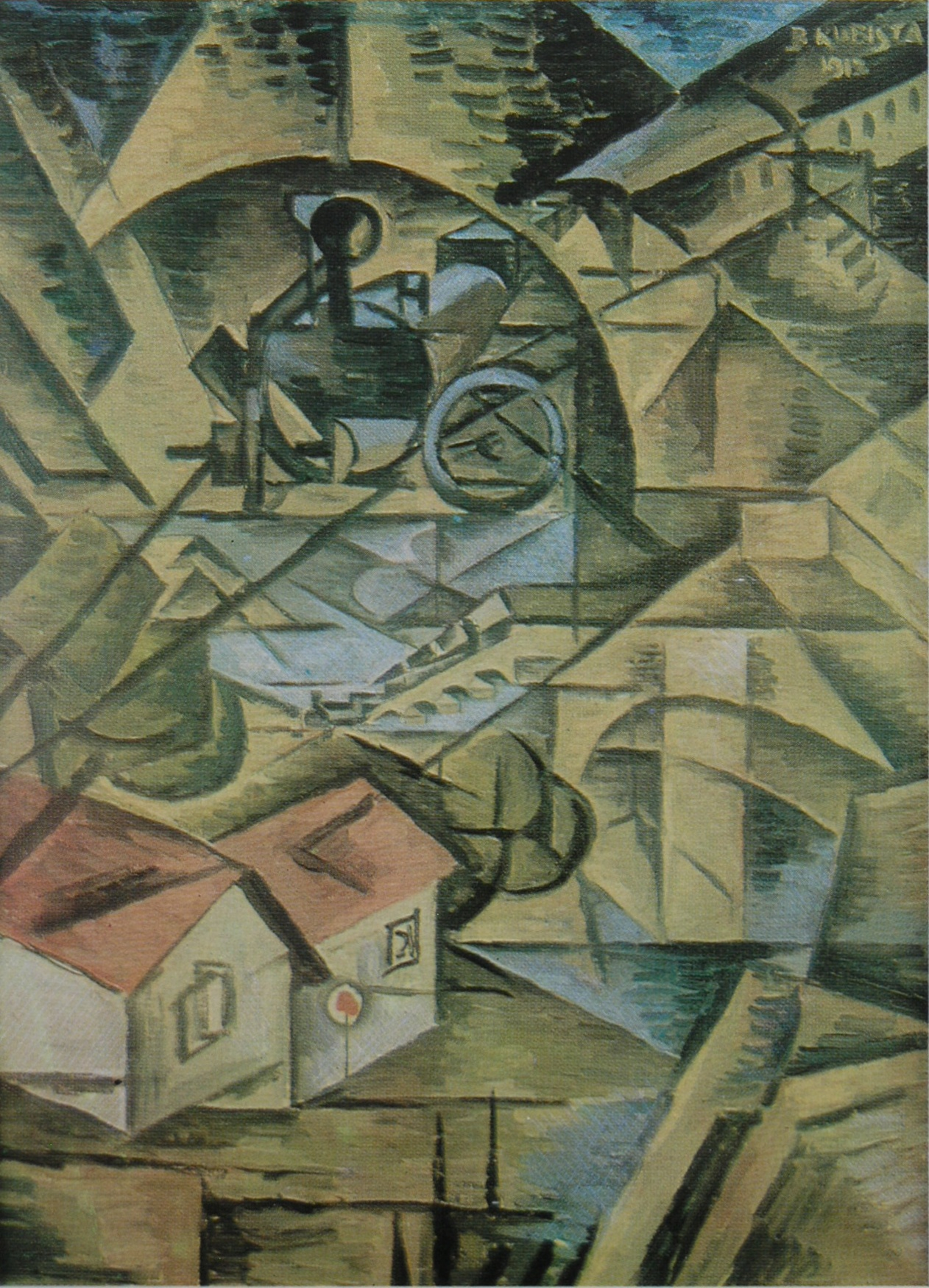
Bohumil Kubišta, Vlak v horách

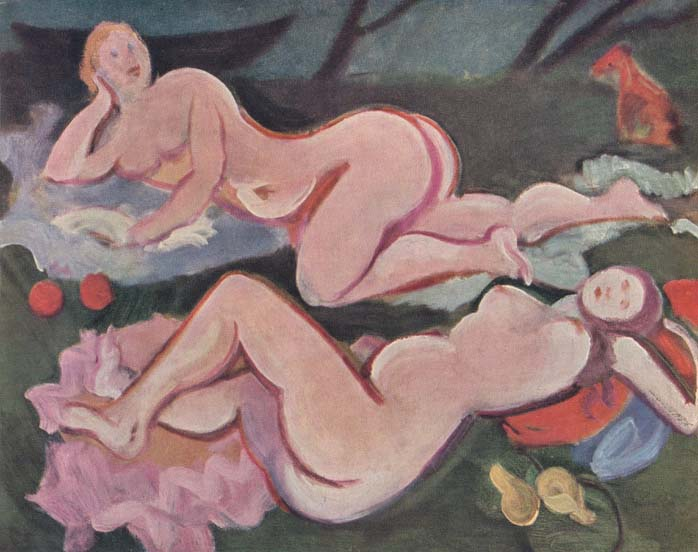
Rudolf Kremlička, Weekend

- Václav Kabát
- Jiří Karmazín
- Alois Kalvoda[55]
- Josef Jiří Kamenický
- Karel Karas
- František Kaván
- Osvald Klapper
- Karel Klíč
- Ludvík Klímek
- Lucie Klímová
- Vítězslava Klimtová
- Jan Kobzáň
- Kristian Kodet
- Alexander Kohout
- Vladimír Kokolia
- Jan Konůpek
- Bedřich Kopecný
- Adolf Kosárek
- Miroslav Kostka
- Jan Kotěra
- Jan Kotík
- Pravoslav Kotík
- František Koudelka
- Radomír Kolář
- Jindřich Kovařík
- Slavoj Kovařík
- Vladimír Kovářík
- Vojtěch Kovařík
- Josef Král
- Jiří Krásl
- Josef Krčil
- Vilém Kreibich
- Rudolf Kremlička
- Věra Krumphanzlová
- Ludvík Kuba
- Přemysl Kubela
- Jánuš Kubíček
- Otakar Kubín
- Bohumil Kubišta
- Michal Kudělka
- Zdeněk Kudělka
- Oldřich Kulhánek
- Milan Kunc
- Jan Kupecký
- František Kupka
- Barbora Kyšková

## L

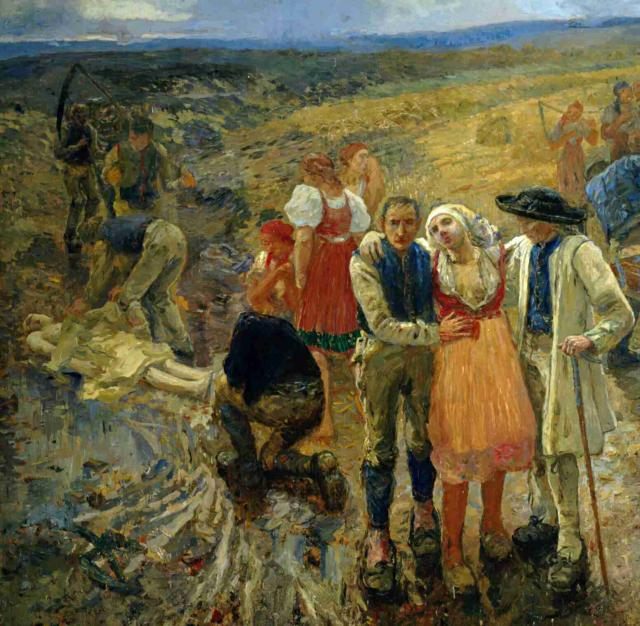
Otakar Lebeda, Zabitý bleskem

- Bohdan Lacina
- Josef Lada
- Alena Ladová
- Karel Langer
- Vladimír Lavický
- Otakar Lebeda
- Rudolf Lexa[56]
- Kamil Lhoták
- Adolf Liebscher
- Karel Liebscher
- Jan Kryštof Liška
- Rudolf Livora[57][58]
- Alois Lukášek
- Jaroslav Lukavský

## M

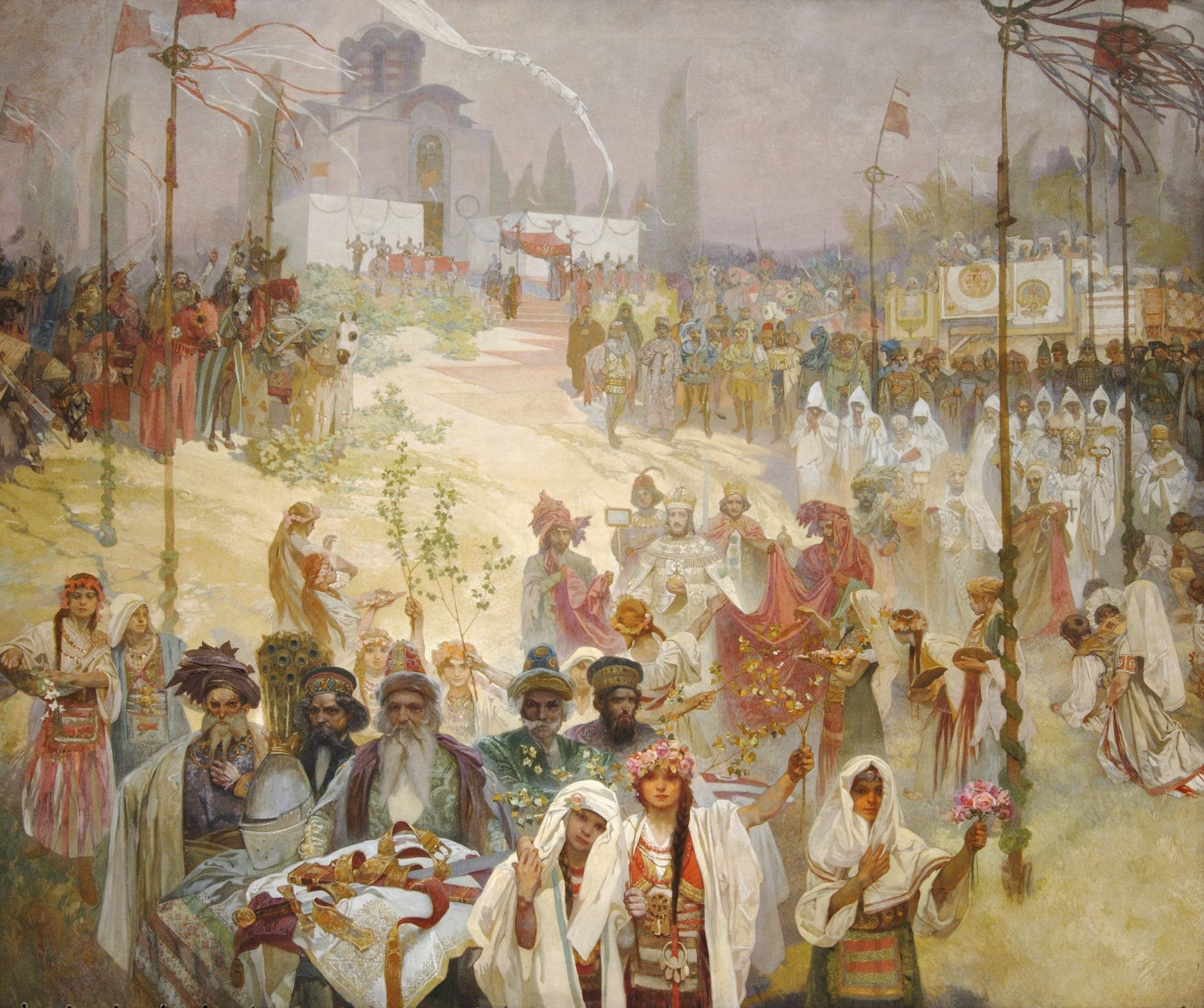
Alfons Mucha, Slovanská epopej - Korunovace cara Dušana

Luděk Marold, Vaječný trh v Praze

- Jindřich Mahelka
- Cyprián Majerník
- Pavel Major
- Zdeněk Majzner
- Radim Malát
- Jaroslav Malínský
- Václav Malý
- Cyril Mandel
- Jiří Mandel
- Antonín Mánes
- Josef Mánes
- Quido Mánes
- Amalie Mánesová
- Pavel Maňas
- Luděk Marold
- Hynek Martinec
- Julius Mařák
- Herbert Masaryk
- Václav Matějíček[59]
- František Matoušek
- Václav Matoušek
- Mikuláš Medek
- Jiří Meitner
- Antonín Michalčík[60]
- František Michl
- Bohuslav Mikeš
- Eduard Milén
- Petr Modlitba
- Jaroslav Mráz-Habrovský
- Alfons Mucha
- František Muzika
- František Myslivec

## N

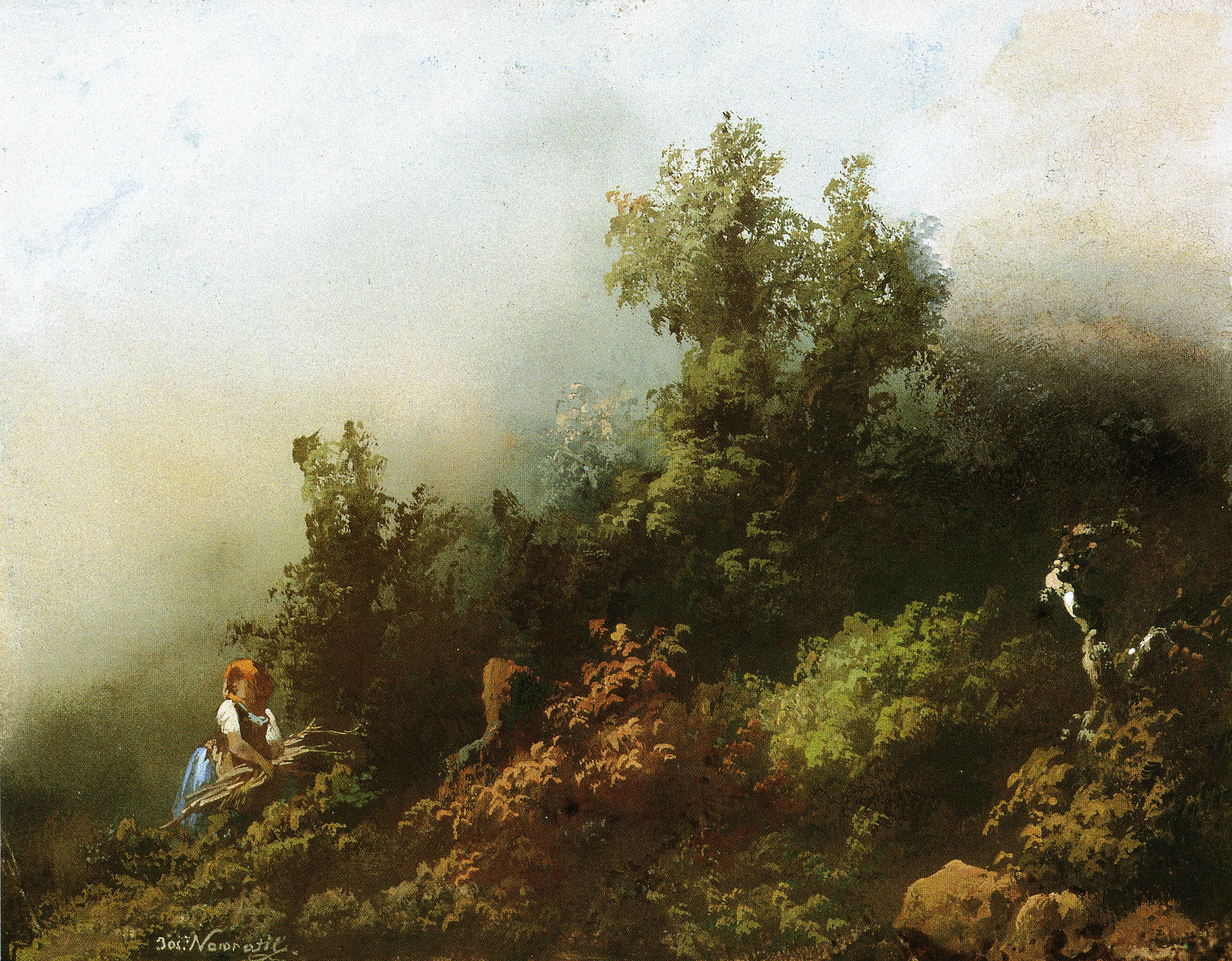
Josef Matěj Navrátil, Lesní krajina s děvčetem (40. léta 19. století)

- František Xaver Naske
- Josef Matěj Navrátil
- František Nedvěd[61]
- Vratislav Nechleba
- Otakar Nejedlý
- Pavel Nešleha
- Zdeněk Netopil
- Siard Nosecký
- Jiří Novák
- Josef Novák
- Vladimír Novák

## O
- Jakub Obrovský
- Viktor Oliva
- Emil Orlik
- Jaroslav Otčenášek
- Michal Ožibko

## P
- Květa Pacovská
- Jaroslav Panuška
- Jiří Pavlík
- František Pečinka[62]
- Václav Peřina
- Ivo Peterek
- František Peterka
- August Bedřich Piepenhagen
- Otto Placht
- Ludmila Pokorná
- Jakub Požár
- Vojtěch Preissig
- Jan Preisler
- Antonín Procházka
- František Xaver Procházka
- Jaro Procházka
- Linka Procházková
- Jan Provazník
- Jindřich Prucha
- Václav Příhoda
- Karel Purkyně

## R

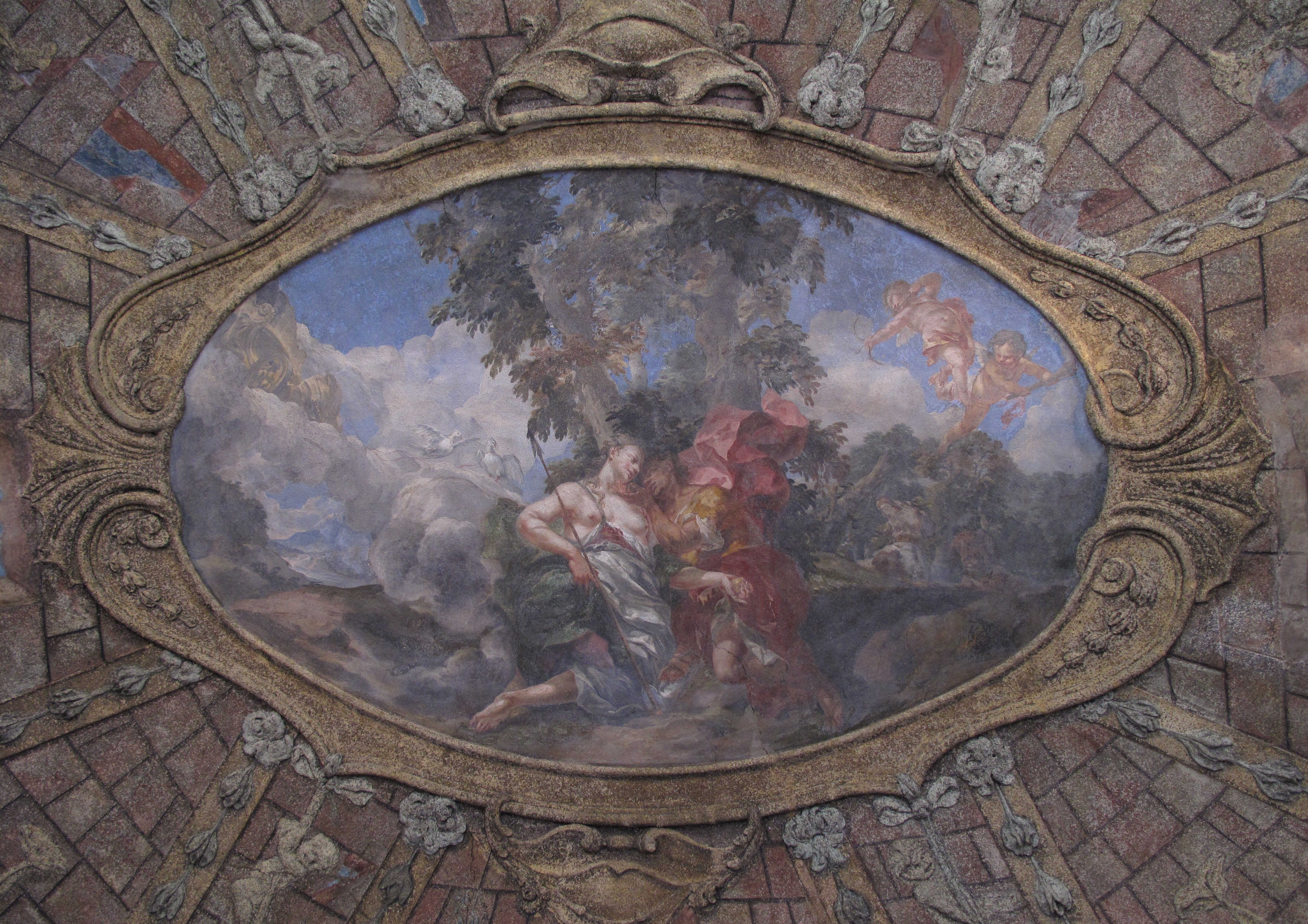
Václav Vavřinec Reiner, Venuše a Adonis na fresce v sala terreně Vrtbovské zahrady

- Václav Rabas
- Vlastimil Rada
- Bohuslav Reynek
- Václav Vavřinec Reiner
- Vladimír Rocman
- Michael Romberg
- Jaroslav Ronek

## Ř
- František Řehořek[63]

## S

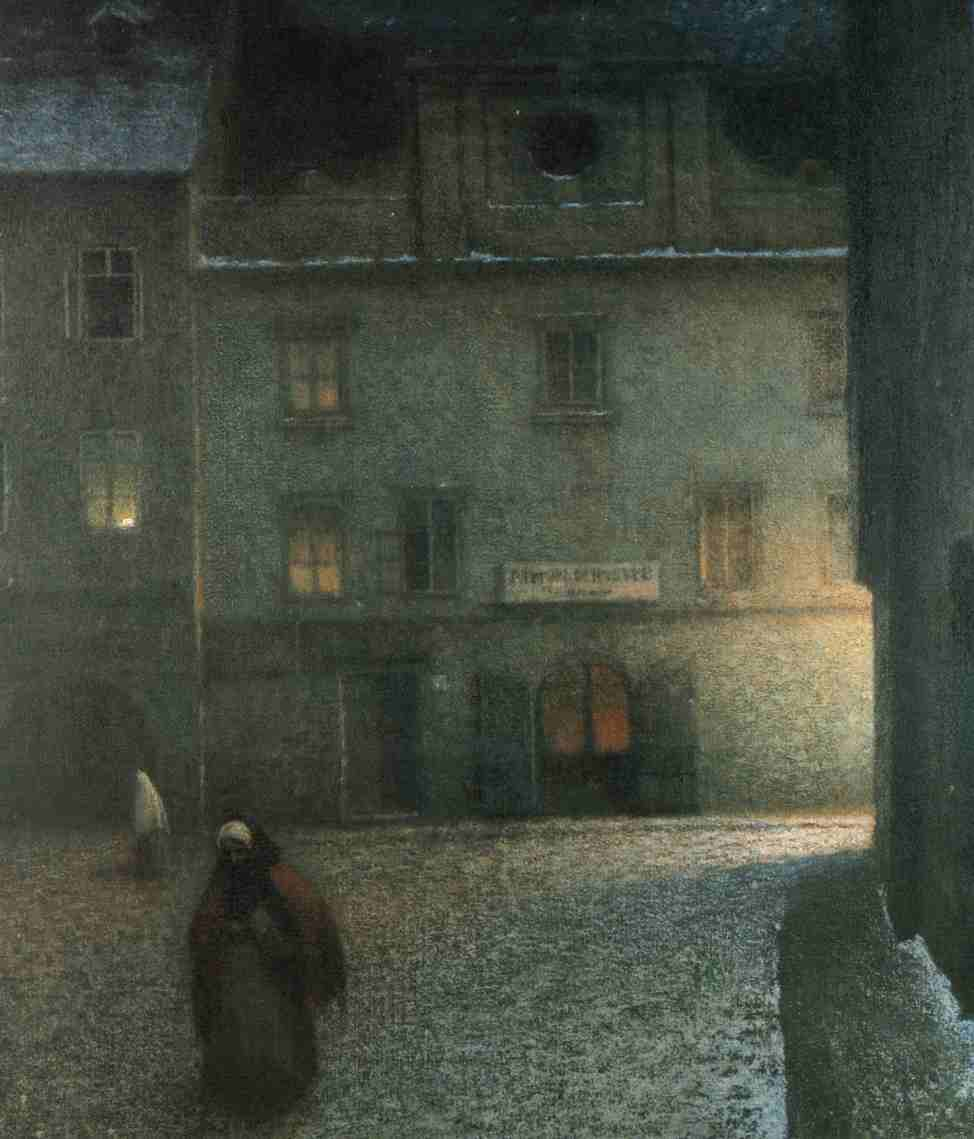
Jakub Schikaneder, Ulice navečer (1906)

- Vojtěch Sedláček
- Dagmar Sedláčková‎
- Klára Sedlo
- Otakar Sedloň
- Jindřich Severa
- Karel Schadt
- Artuš Scheiner
- Alois Schneiderka
- Jakub Schikaneder
- František Schön
- František Skála (1923–2011)
- František Skála (* 1956)
- Jan Sládek
- Antonín Slavíček
- Jan Slavíček
- Josef Slepička
- Ludvika Smrčková
- Jiří Sopko
- Marcel Stecker
- Ctirad Stehlík[64][65]
- Antonín Strnadel
- Karel Svoboda
- Vladimír Svoboda
- Karel Svolinský

## Š

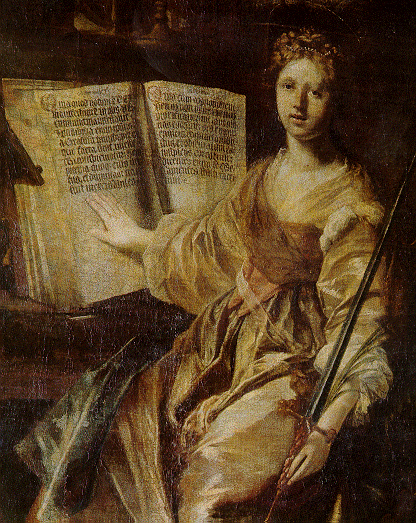
Karel Škréta, Svatá Kateřina, patronka filosofů

- Lumír Ševčík
- Vlastimil Šik
- Josef Šíma
- Tavík František Šimon
- Karel Škréta
- Jiří Šlitr
- Václav Špála
- Ladislav Šponták
- Otakar Štembera[66][67]
- Jindřich Štyrský
- Max Švabinský
- Ruda Šváb

## T
- Karel Teissig
- Josef Matyáš Trenkwald
- Karel Ladislav Thuma
- František Tichý
- František Tkadlík
- Karel Toman
- Toyen
- Jan Trampota
- Jiří Trnka
- František Tručka
- František Turek[68][69]
- Hermína Týrlová

## U

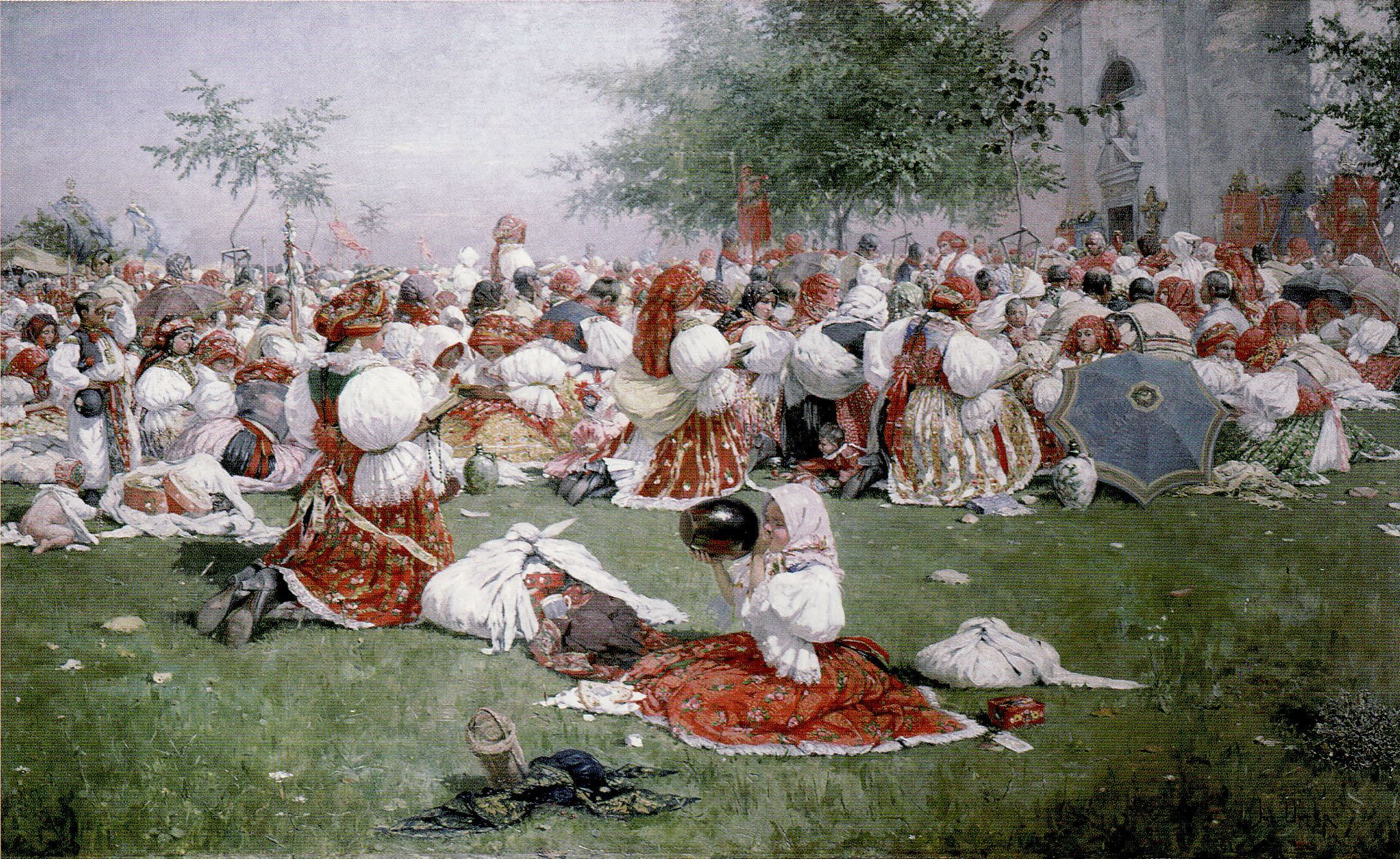
Joža Uprka, Pouť u sv. Antoníčka

- Josef Ullmann
- Joža Uprka
- Ervín Urban
- Bedřiška Uždilová

## V
- Karel Vaca
- Josef Vacke
- Vladislav Vaculka
- Josef Váchal
- Jaroslav Valečka
- Leo Vaniš
- Miroslav Váša
- Vladimír Vašíček
- Josef Velčovský[70][71]
- Libor Vojkůvka
- Josef Voleský
- Vilma Vrbová-Kotrbová

## W

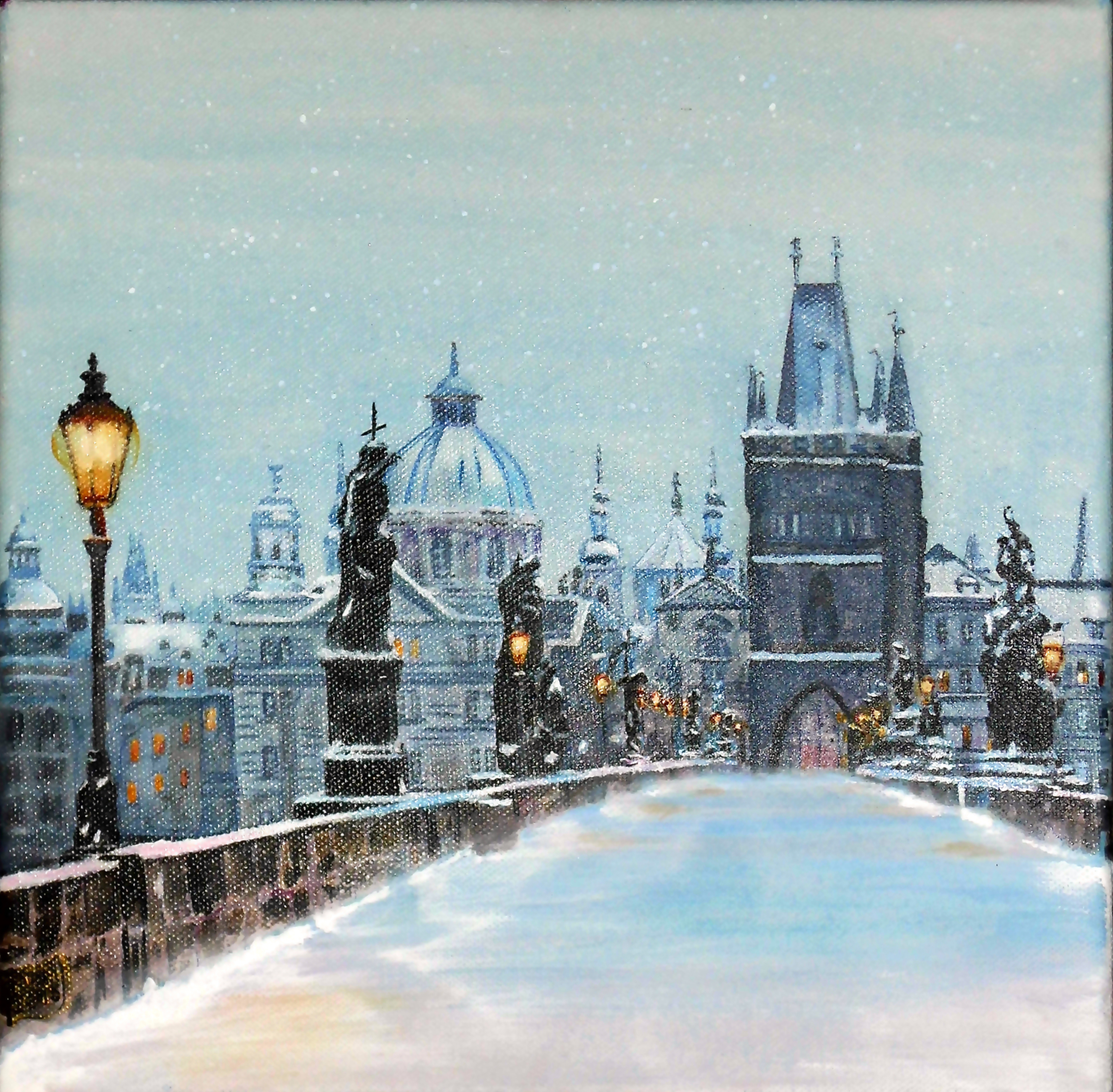
Dana Water Mos., Karlův Most

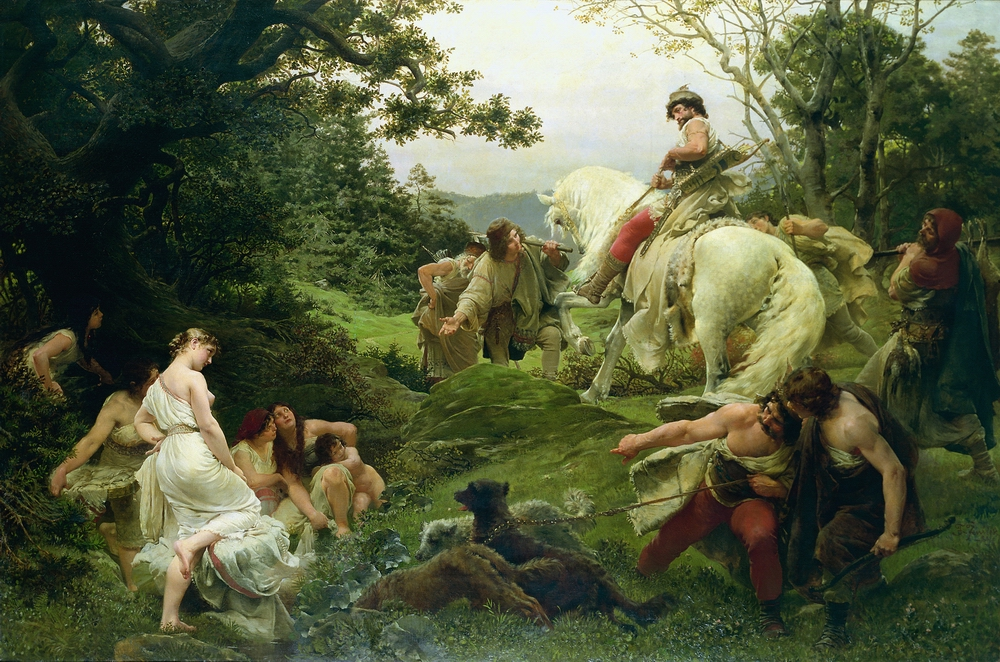
František Ženíšek, Oldřich a Božena

- Josef Wagner
- Ladislav Maria Wagner
- Bedřich Wachsmann
- Jiří Winter Neprakta
- Vilém Wünsche

## Z
- Adolf Zábranský
- Jaromír Zápal
- Štěpán Zavřel
- František Zelenka
- Helena Zmatlíková
- Jaroslav Zrůst
- Jan Zrzavý
- František Zuska

## Ž
- Jan Žbánek
- Josef Žemlička
- František Ženíšek
- Jiří Židlický